# Освобождение святого Петра из темницы
«Освобождение святого Петра из темницы» (исп. Liberacion de San Pedro) — картина испанского художника Бартоломе Эстебана Мурильо из собрания Государственного Эрмитажа.
Картина основана на новозаветном сюжете, изложенном в книге «Деяния святых апостолов»: по приказанию иудейского царя Ирода Апостол Пётр был схвачен и посажен в темницу, но явился ангел и освободил Петра (Деян. 12: 3—11).

Когда же Ирод хотел вывести его, в ту ночь Пётр спал между двумя воинами, скованный двумя цепями, и стражи у дверей стерегли темницу. И вот, Ангел Господень предстал, и свет осиял темницу; Ангел, толкнув Петра в бок, пробудил его и сказал: встань скорее. И цепи упали с рук его. И сказал ему Ангел: опояшься и обуйся. Он сделал так. Потом говорит ему: надень одежду твою и иди за мною.

На картине изображён кульминационный момент освобождения: Пётр уже проснулся, оковы с него спали, его призывает ангел в красном одеянии, и Пётр начинает подниматься. За ним, в проёме стены, видны два спящих стражника, к стене прислонена алебарда одного из них.
Картина написана между 1665 и 1667 годами по заказу главы ордена Мерседариев Мигеля Маньяра Висентело де Леки и предназначалась для украшения церкви больницы Ла Каридад в Севилье. Мигель Маньяра в 1664 году запланировал создать для госпиталя большое ретабло, семь больших картин, изображающих семь дел милосердия, и две картины на тему «Иероглифы смерти» (Vanitas). Мурильо, вступивший в орден мерседариев в 1665 году, сразу же получил заказ на создание этих картин. Скульптурное ретабло на тему «Положение Христа во гроб» было заказано Педро Рольдану.
Мурильо написал шесть картин на евангельские темы милосердия, включая «Освобождение Петра», и две картины для алтаря. Считается, что он закончил все работы в 1674 году. Однако было установлено, что шесть картин из серии дел милосердия находились в соборе к июню 1670 года, причём точно известно, что «Освобождение Петра» было установлено в соборе 27 августа 1667 года.
В качестве возможных прототипов, на которых основывался Мурильо в своей работе, называются гравюра 1657 года на этот же сюжет, снятая Хендриком Бари по картине Гисберта ван ден Куля, и аналогичный рисунок Клода Лоррена 1640 года. Обе эти работы композиционно близки работе Мурильо. В собрании Национальной галереи Праги, хранится предполагаемый собственноручный эскиз Мурильо к «Освобождению Петра».

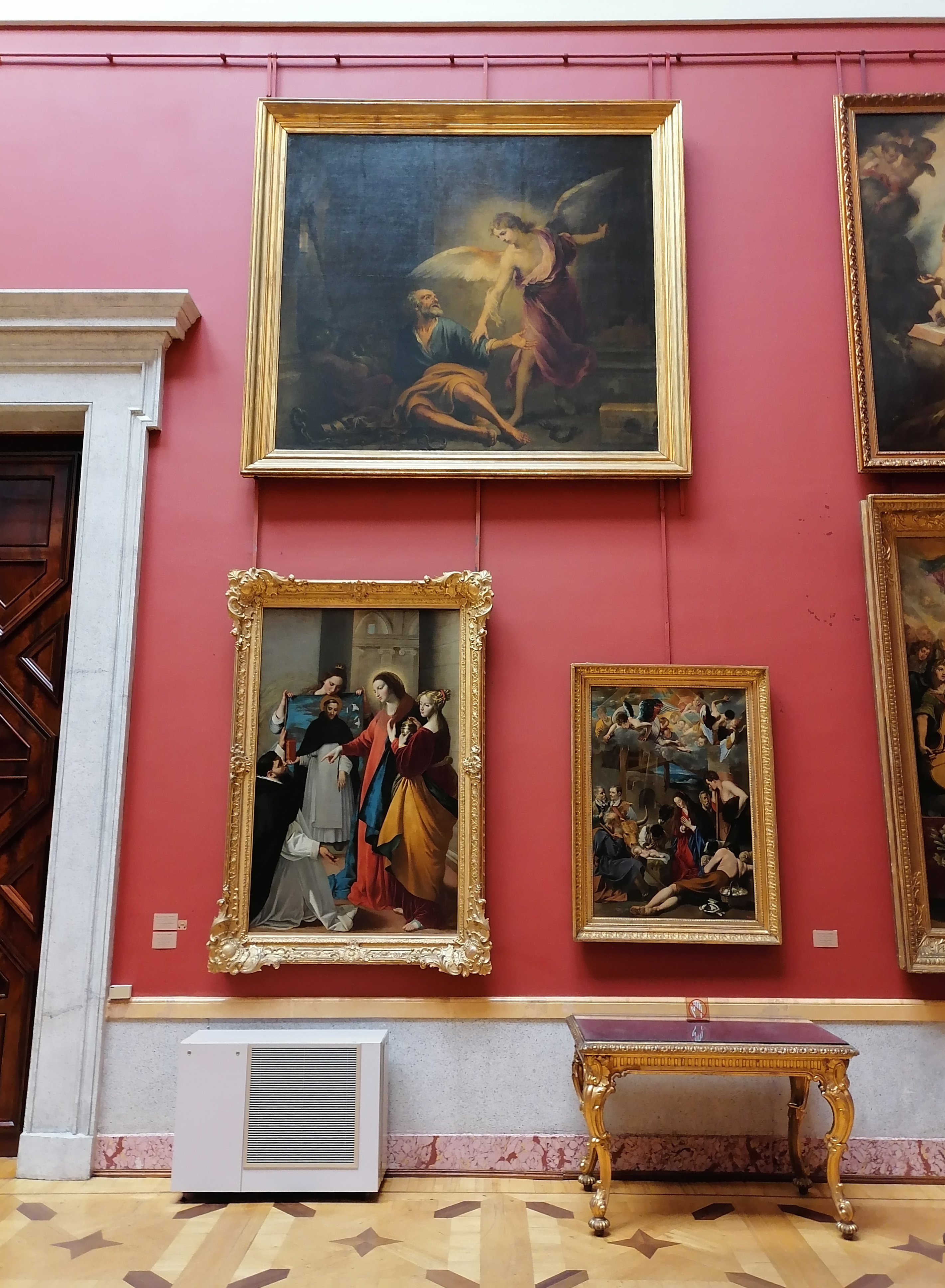
Картина в Испанском просвете (зал 239) Нового Эрмитажа

Весь комплект картин находился в больнице Ла Каридад вплоть до 1800 года, когда последовало распоряжение о передаче всех оригиналов в создаваемый Королевский музей. Было принято решение о замене оригинальных холстов копиями и к 1 мая 1803 года севильский художник Хоакин Кортес написал три из них, включая и «Освобождение Петра». В 1810 году, во время вторжения Наполеона в Испанию, все наиболее ценные работы из музеев и церквей были свезены в Севильский Алькасар, они где были захвачены маршалом Сультом, который часть трофеев присвоил. По окончании войн против Наполеона трофейные произведения искусства у Сульта конфискованы не были и оставались в собственности маршала вплоть до его смерти, последовавшей в 1851 году. В мае 1852 года в Париже состоялась распродажа собрания Сульта, на этой распродаже по поручению императора Николая I картину за 150000 франков приобрёл Ф. А. Бруни, причём первоначально Бруни хотел купить другую картину Мурильо — «Непорочное зачатие», которая в итоге за совершенно фантастическую по тем временам сумму в 586000 франков была приобретена для Лувра (ныне эта картина находится в Прадо). Покупка «Освобождения Петра» явилась для Бруни своеобразным реваншем.
Картина выставляется в здании Нового Эрмитажа в зале 239 (Испанский просвет).
Хранитель испанской живописи Государственного Эрмитажа Л. Л. Каганэ отмечала:

Зрелость композиционного решения, совершенство передачи движения фигур, данных в сложном ракурсе, искусное столкновение световых потоков <…> делают это полотно одним из лучших в наследии Мурильо. Но следует отметить известную поверхностность в раскрытии сюжета и образов.